# Pietro De Logu
Pietro De Logu (Torino, 21 giugno 1920 – Padova, 7 ottobre 2002) è stato un critico letterario, saggista, traduttore e anglista italiano.

## Biografia
Cresce in una famiglia di intellettuali e di giuristi: il nonno, Pietro Delogu, docente universitario di Diritto Romano e poi Magnifico Rettore dell'Università degli Studi di Catania, il padre avvocato e la madre insegnante di Lettere Classiche e poetessa.
Nel 1939 parte per l'Africa Orientale (Somalia) dove presta servizio come ufficiale volontario delle Truppe Coloniali, al comando del Duca Amedeo d'Aosta e partecipa a numerose azioni di guerra. È insignito della medaglia di bronzo al valor militare e della croce di guerra. Dopo la resa di Amba Alagi viene fatto prigioniero dell'Esercito inglese e trascorre sette anni in Kenya.
Rientrato in Italia si laurea in Giurisprudenza e in Lingua e Letteratura Inglese. È docente per alcuni anni di Lingua e Letteratura Inglese al Liceo “Gian Domenico Cassini" di Genova. Grazie all'incontro e al sodalizio intellettuale con Agostino Lombardo e Sergio Perosa viene chiamato a svolgere attività di ricerca e didattica all'Università di Palermo fino al 1969 come libero docente, poi all'Università Ca' Foscari di Venezia fino al 1979 come professore ordinario di Letteratura inglese. Si trasferisce in seguito all'Università degli Studi di Padova e conclude la sua carriera accademica nel 1984 negli Stati Uniti in qualità di visiting professor all'Università di Princeton.
Collabora, per circa quarant'anni, alla terza pagina de Il Messaggero di Roma, Il Secolo XIX, Il Tempo di Roma, il Giornale di Sicilia di Palermo occupandosi di letteratura inglese e letteratura americana.
Nel 1954 vince il Premio giornalistico Vallombrosa.
Rilevanti i suoi contributi critici relativi agli scrittori dell'età vittoriana: Alfred Tennyson, Robert Browning, Matthew Arnold. Nel 1961 ha pubblicato La poetica e la poesia di Matthew Arnold, nel 1964 Poesia Vittoriana e nel 1969 ha dedicato una monografia a George Eliot.
Ha curato le edizioni critiche di: Don Carlos, Prince of Spain: a tragedy di Thomas Otway (1956), The Changeling di Thomas Middleton e William Rowley (1967), The School for Scandal di Richard Brinsley Sheridan (1968).
Ha tradotto alcuni romanzi brevi e racconti di Joseph Conrad e di Rudyard Kipling, ha scritto, insieme a Umberto Pittola, le presentazioni dei volumi Tutte le opere di Rudyard Kipling editi da Mursia con cui ha pubblicato anche l'edizione critica di Just so stories.
Ha scritto numerosi saggi di Letteratura statunitense sui principali narratori, dall'Ottocento ai nostri giorni e in Arte e morale del 1961 si è occupato di autori tra cui Herman Melville, Ezra Pound, F. Scott Fitzgerald, T.S. Eliot, William Faulkner e Arthur Miller. Ha curato inoltre l'edizione dei Racconti di Nathaniel Hawthorne nel 1967.
A partire dagli anni settanta si è occupato di autori del teatro inglese del Novecento: William Butler Yeats, Samuel Beckett e Harold Pinter a cui ha dedicato numerosi saggi.
Successivamente il suo interesse si è concentrato sulle opere di William Butler Yeats; ha curato l'edizione italiana di John Sherman. Dhoya (traduzione di Dario Calimani, 1982) e ha tradotto, per la prima volta in Italia, The Speckled Bird (L'uccello maculato) nel 1990.
Negli ultimi anni si è dedicato allo studio e alla divulgazione delle opere di William Butler Yeats pubblicando saggi e partecipando a numerosi convegni in Italia e all'estero.

## Opere

### Saggi
- "Merope, Tragedia neo-classica di Matthew Arnold", English Miscellany, 11, 1960.
- La poetica e la poesia di Matthew Arnold, Genova, Di Stefano, 1961.
- Arte e Morale: saggi di letteratura americana dall'Ottocento ai giorni nostri, Genova, Di Stefano, 1961."
- "La narrativa di John Updike", Studi Americani, 10, Roma, 1964.
- Poesia Vittoriana, Napoli, Edizioni Scientifiche Italiane, 1964; 2a ed.1975.
- La narrativa di George Eliot, Bari, Adriatica, 1969.
- Introduzione alla narrativa di Samuel Beckett : la fuga dalla realtà e la nostalgia del grembo, Palermo, Presso l'Accademia, 1973.
- "L'Arcadia di W.B. Yeats", Annali di Ca' Foscari, Brescia, Paideia, 1977.
- "Il Noviziato di C.P. Snow e il realismo dialettico di The Light and The Dark", in Critical Dimension - English, German, and Comparative Literature Essays in Honour of Aurelio Zanco, edited by M. Curreli and A. Martino, Saste, 1978.
- "The European Roots of Saul Bellow 's The Adventures of Augie March", in Cross Cultural Studies - American, Canadian and European Literatures: 1945-1985, edited by Mirko Jurak, English Dept. Edvard Kardelj University of Ljubljana, 1988.
- "The Critical Fortune of W.B. Yeats in Italy", in Anglo-Irish and Irish Literature - Aspects of Language and Culture, Uppsala, Uppsala University, 1988. ISBN 91-554-2248-9.
- "The Unifying Power of Tradition: the Presence of Dante in W.B. Yeats's and Samuel Beckett's Works", in Literature(s) in English: New Perspectives, edited by W. Zach, Peter Lang, Frankfurt am Main, 1990. ISBN 3-631-41594-X
- "Il tema della morte in Asolando", in Browning e Venezia, a cura di Sergio Perosa, Firenze, L.S. Olschki, 1991. ISBN 88-222-3865-6.
- "New Literatures in English", in English Literature and the University Curriculum, edited by Wolfang Zach, Peter Lang, Frankfurt am Main, 1992. ISBN 3-631-44501-6

### Curatele
- Thomas Otway, Don Carlos, Prince of Spain : a Tragedy, Roma, A. Signorelli, 1956.
- Rudyard Kipling, Tutte le opere di Rudyard Kipling, (introduzioni ai 4 vol), Milano, Mursia, 1959.
- Rudyard Kipling, Just so Stories, Milano, Mursia, 1962, 2ª ed. 1968.
- T. Middleton-W. Rowley, The Changeling, Bari, Adriatica, 1967.
- Richard Brinsley Sheridan, The School for Scandal, Milano, Mursia, 1968.
- W.B. Yeats, John Sherman - Dhoya, introduzione di P. De Logu, traduzione e note di Dario Calimani, Torino, Einaudi, 1982. ISBN 88-06-54031-9

### Traduzioni
- Joseph Conrad, Un colpo di fortuna - Storia di porto, Freya delle sette isole - Una storia di bassifondi, in Tutti i racconti e i romanzi brevi, Milano, Mursia, 1967-'86. ISBN 978-88-425-4215-5.
- Nathaniel Hawthorne, Racconti, Palermo, Fiamma Serafica, 1967.
- Joseph Conrad, Il compagno segreto - Un episodio della costa, in Storie di mare e di marinai, Milano, Mursia, 1968.
- W. B. Yeats, L'uccello maculato, Pordenone, Studio Tesi, 1990. ISBN 88-7692-236-9.